# アンドレア・モーダ・S921
アンドレア・モーダ・S921 (Andrea Moda S921) は、シムテックが設計し、アンドレア・モーダ・フォーミュラが1992年のF1世界選手権に投入したフォーミュラ1カー。ドライバーは経験豊富なブラジル人ドライバーのロベルト・モレノとイギリス人ドライバーのペリー・マッカーシーが起用された。

## 概説
S921は元々1990年にニック・ワースのシムテック・リサーチがBMWのF1参入計画のために設計したマシンであった。参戦に当たってデザインはアップデートされた。
S921はジャッドGV V型10気筒エンジンを搭載した。前年、同エンジンを搭載したスクーデリア・イタリアのダラーラ・BMS191からエンジンと共にギヤボックス、サスペンションを流用し（シムテック#前身を参照）、リアセクションを構成している。
S921は車の性能を問う以前にチームの参戦態勢が整っていなかった。『F1 TV HANDBOOK´92 コンストラクターズ』（フジテレビ出版 1992年）では、「マシンはハイノーズ、ボルテックスなどのトレンドはおさえてある」「コローニ・C4よりは進化している」「短期間でこれだけのマシンを用意した事は評価していい」とする一方で、「スタッフが不足している。ドライバーのモレノまでもマシンを組む状況はあんまりだ」と評している。また、川井一仁も同書で、「F3000チーム以下のF1チーム」とコメントしている。チームの参戦態勢については、アンドレア・モーダ#余談も参照されたい。
決勝進出したのは1992年モナコグランプリのみであったが、予選26位、決勝では19位走行中の11周目にエンジントラブルでリタイアした。
チームオーナーのアンドレア・サセッティが通関書類を偽造していたとしてスパ・フランコルシャンで逮捕され、チームは追放された。チームは次戦イタリアへの参加準備を行っていたが、パドックへの立ち入りを禁止された。
チームはポイントを獲得することができず、コンストラクターズ選手権での順位は付かなかった。
S921は2台が製作された。

## F1における全成績
(key) （太字はポールポジション）
| 年     | シャシー                         | エンジン        | タイヤ | ドライバー           | 1   | 2   | 3    | 4    | 5    | 6    | 7    | 8   | 9    | 10   | 11   | 12  | 13  | 14  | 15  | 16  | ポイント | 順位 |
| ------ | -------------------------------- | --------------- | ------ | -------------------- | --- | --- | ---- | ---- | ---- | ---- | ---- | --- | ---- | ---- | ---- | --- | --- | --- | --- | --- | -------- | ---- |
| 1992年 | アンドレア・モーダ・フォーミュラ | ジャッド GV V10 | G      |                      | RSA | MEX | BRA  | ESP  | SMR  | MON  | CAN  | FRA | GBR  | GER  | HUN  | BEL | ITA | POR | JPN | AUS | 0        | NC   |
| 1992年 | アンドレア・モーダ・フォーミュラ | ジャッド GV V10 | G      | ロベルト・モレノ     |     |     | DNPQ | DNPQ | DNPQ | Ret  | DNPQ | DNA | DNPQ | DNPQ | DNQ  | DNQ | DNP |     |     |     | 0        | NC   |
| 1992年 | アンドレア・モーダ・フォーミュラ | ジャッド GV V10 | G      | ペリー・マッカーシー |     |     | DNP  | DNPQ | DNPQ | DNPQ | DNP  | DNA | DNPQ | EX   | DNPQ | DNQ | DNP |     |     |     | 0        | NC   |

## 参照
1. ↑  THE STORY OF THE BMW S192 AND THE BRAVO S931 UnracedF1 2015年12月7日

- Lapped Legends F1 Fanatic
- Andrea Moda S921 STATS F1